# Orthotaelia
Orthotaelia é um gênero de mariposa pertencente à família Acrolepiidae.